# Proporcellio vulcanius
Proporcellio vulcanius är en kräftdjursart som beskrevs av Karl Wilhelm Verhoeff 1908. Proporcellio vulcanius ingår i släktet Proporcellio och familjen Porcellionidae. Inga underarter finns listade i Catalogue of Life.